# Boston Pizza
Boston Pizza (BP), también conocida como Boston's The Gourmet Pizza Restaurant and Sports Bar, es una cadena de restaurantes multinacional canadiense que posee y otorga franquicias en Canadá, Estados Unidos y México.

## Historia
Boston Pizza comenzó en Edmonton, Alberta, el 12 de agosto de 1964, cuando cuatro inmigrantes griegos, Trifon Agioritis, Gus Agioritis, Perry Agioritis y Ninos Agioritis abrieron Boston Pizza and Spaghetti House. En 1970, Boston Pizza tenía 17 ubicaciones en el oeste de Canadá, 15 de las cuales estaban en franquicia.
Uno de los primeros franquiciados fue Jim Treliving, un oficial de la Real Policía Montada de Canadá que vivía en la misma calle de la ubicación original y era un cliente habitual. En 1968, notó la creciente popularidad de Boston Pizza y compró los derechos para abrir un restaurante en Penticton, Columbia Británica. Mientras estaba en Penticton, conoció a George Melville, un contador público. Actuó como consultor comercial de Treliving durante cuatro años y, en 1973, se convirtió en socio comercial de Treliving. Durante 10 años, abrieron 16 restaurantes en Columbia Británica.

En 1983, Treliving y Melville adquirieron la cadena Boston Pizza de manos de Ron Coyle, quien había adquirido la empresa de Agioritis en 1978. 

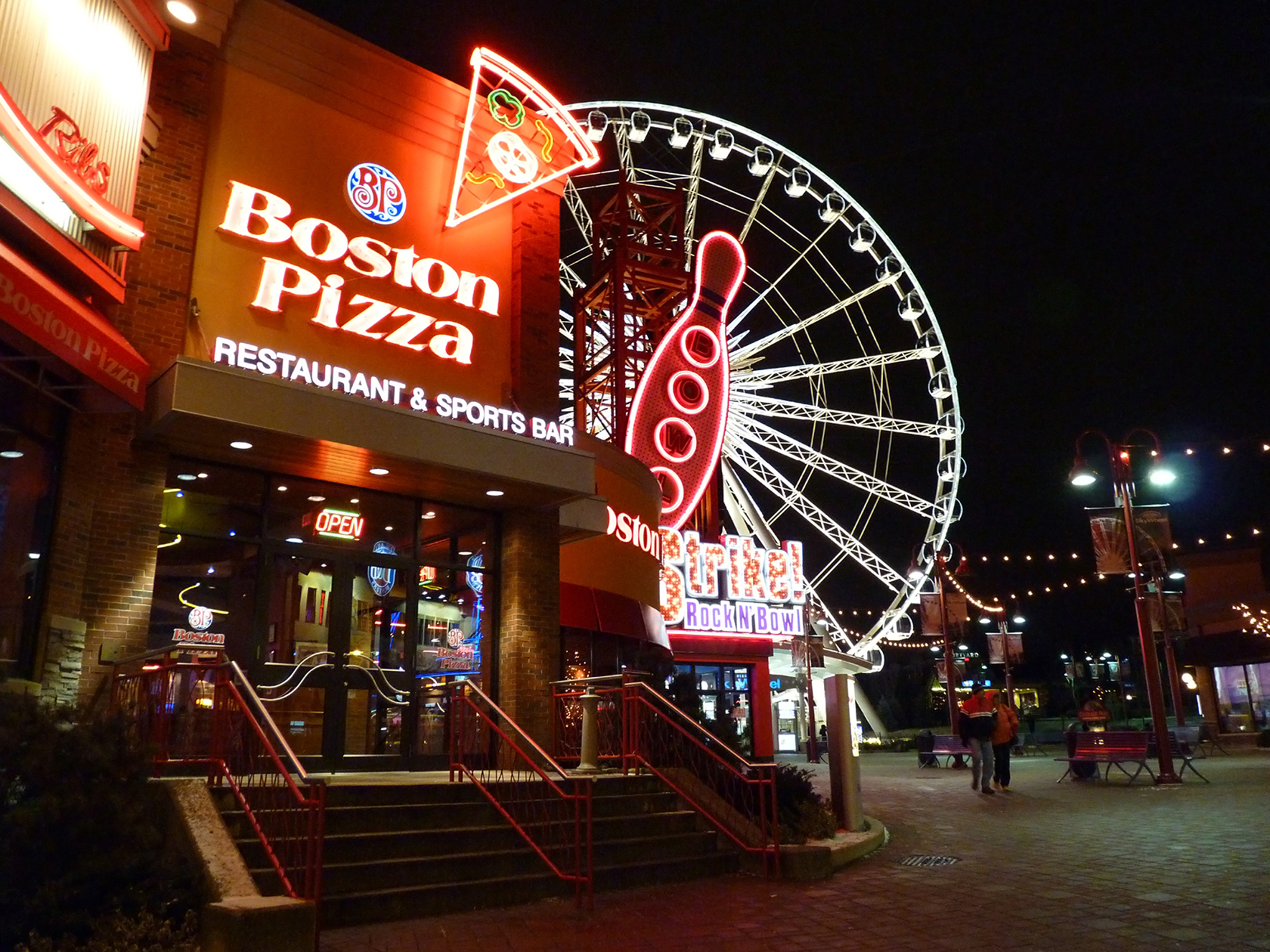
Boston Pizza en Niagara Falls, Ontario.

Los dos cedieron 15 de sus restaurantes a otras franquicias, convirtieron un restaurante en un restaurante de capacitación corporativa y se propusieron establecer sistemas y estándares operativos para estandarizar las operaciones de la empresa. A principios de la década de 1980, Boston Pizza se expandió al este de Canadá, pero a fines de 1985 la mayoría, si no todos, los restaurantes de Ontario estaban cerrados. En 1986, Boston Pizza se convirtió en el proveedor oficial de pizzas para la Expo 86 en Vancouver. Este gran éxito de la empresa llevó a la expansión en el este de Canadá. En los dos años siguientes, dio lugar a otras 17 franquicias.
Para 1995, la cadena había crecido a 95 restaurantes en el oeste de Canadá con ventas superiores a $ 110 millones. A lo largo de los años, los restaurantes se habían convertido en un éxito, se habían establecido más bares deportivos como parte integral del negocio.
En 1997, Mark Pacinda fue contratado para llevar la cadena a áreas más al este de Canadá. Una vez que se abrió una Oficina del Este en Mississauga, se abrió otro restaurante en Ottawa en 1998. Posteriormente, la empresa abrió una oficina regional en Laval, Quebec en abril de 2004. Hasta diciembre de 2012 había 348 restaurantes Boston Pizza en Canadá y más de 40 en Estados Unidos y México.

### Boston's
Boston's es la versión estadounidense y mexicana de la franquicia Boston Pizza. En 1998, se estableció una sede estadounidense en Dallas, Texas. El nombre de Boston Pizza se cambió a Boston's The Gourmet Pizza, Restaurant and Sports Bar. Boston's tenía más de 30 tiendas en Estados Unidos y cuatro en México.

### Branding promocional
Como parte de una campaña publicitaria creada por ZIP Communication, durante la primera ronda de los playoffs de la Stanley Cup 2011, cuando los Boston Bruins jugaron contra los Montreal Canadiens, la compañía cambió temporalmente el nombre de sus ubicaciones en Montreal como "Montreal Pizza". En la ronda final de los playoffs, cuando los Bruins jugaron contra los Vancouver Canucks, la compañía cambió temporalmente el nombre de sus ubicaciones en la Columbia Británica como "Vancouver Pizza".

## Disputa de marca comercial
En 2002, Boston Pizza inició una demanda contra Boston Market en el Tribunal Federal de Canadá por el uso de marca registrada de la palabra "Boston" en Canadá. En su defensa, Boston Market alegó que las marcas comerciales de Boston Pizza no eran válidas porque describían un estilo de pizza de un área específica. La disputa continuó después de que Boston Market cesó sus operaciones en Canadá en 2004. Las partes resolvieron la disputa en 2008 bajo un acuerdo de que Boston Market no usaría las palabras "Boston" o "Boston Market" en Canadá durante cinco años para restaurantes o cualquier alimento o bebida (excepto los productos alimenticios preenvasados, pero no incluyendo pizza y lasaña). Boston Market también acordó que no cuestionaría el uso de Boston Pizza en Canadá de ninguna marca comercial que use las palabras "Boston" o "Boston Pizza" (con ciertas excepciones).